# T-148/B
Il T-148/B è un lanciafiamme spalleggiabile prodotto dalla Tirrena, tuttora in servizio nell'Esercito Italiano.

## Tecnica
Il lanciafiamme T-148/B è composto da un serbatoio spalleggiabile, un tubo di collegamento e la lancia. Le due bombole del serbatoio vengono riempite per due terzi con 12 litri totali di gelatina infiammabile e per il restante spazio con azoto compresso a 28 kg/cm². Nel caso non venga utilizzato, il gas viene scaricato da una vite sul lato della valvola di caricamento. L'elettricità per le scintille d'innesco del getto di liquido è fornita da un accumulatore elettrico ricaricabile da 9,6 V, pesante 0,625 kg. La temperatura d'esercizio va da -20 °C a +60°.